# Bir Hakeim
Bir Hakeim, talvolta anche Bir Hacheim (arabo بئر حكيم, traslitterato Bir Hakim; letteralmente: "Pozzo del saggio" o anche "Pozzo del Capo") era un'oasi del deserto libico, a circa 65 chilometri a sud di Tobruk, oggi non più abitata.
L'oasi era al bivio di due carovaniere, segnalato da due modeste protuberanze del terreno, soprannominate « Les Mamelles » (Quota 186) a nord, e per alcune rovine di un fortino senusso a sud. Partendo da una linea tracciata tra questi due punti, il terreno scende leggermente in direzione nord-ovest I due punti suddetti costituiscono i vertici di un triangolo di lato circa 3 Km grosso modo equilatero con la terza punta volta verso est. Oggi la strada che va da Tobruk ad Agedabia passa a pochi chilometri dall'oasi.

## Storia
Durante la prima guerra mondiale, una fortezza costruita dagli Ottomani sui resti di antiche rovine romane a Bir Hakeim venne usata come prigione dalla ṭarīqa (confraternita islamica sunnita) dei Senussi, che nonostante la Libia fosse diventata una colonia italiana si erano schierati con gli Imperi centrali, riuscendo ad organizzare combattenti di varie tribù stanziate in Cirenaica e Tripolitania, sostenuti dall'Impero ottomano e dall'Impero tedesco.
Il 17 marzo 1916, durante la campagna dei Senussi uno squadrone britannico al comando del maggiore Hugh Grosvenor dopo una marcia di 120 chilometri da Sollum attraverso il deserto raggiunse l'oasi liberando 91 prigionieri di guerra britannici che catturati dai tedeschi erano stati consegnati ai Senussi, uccidendo quasi tutti i carcerieri.
Durante la colonizzazione italiana la fortezza costruita dagli Ottomani è stata usata come guarnigione dagli Zaptié e dai Meharisti del Regio corpo truppe coloniali della Libia.
Durante la seconda guerra mondiale Bir Hakeim, che rappresentava l’estremo sud della linea di difesa britannica che, partendo dalla costa tra Gazala e Tobruk, si snodava per circa 70 km verso il deserto libico, è stato teatro di una battaglia tra le forze italo-tedesche e le truppe della Francia libera che combattevano a fianco dei britannici. Nel corso dei combattimenti si distinse, tra gli altri, il diciannovenne caporale Giovanni Secchiaroli, mitragliere di carro medio dell'VIII battaglione del 132º Reggimento fanteria carrista della Divisione "Ariete", che, benché ferito ed unico sopravvissuto del suo equipaggio, continuò a fare fuoco dal proprio carro immobilizzato fino a che non cadde ucciso da un ulteriore colpo anticarro, alla cui memoria è stata conferita la Medaglia d'oro al valor militare
Il terreno che fu teatro degli scontri è ancora oggi disseminato di mine terrestri e altri residuati bellici.
Nei primi anni novanta, il governo di Gheddafi avrebbe voluto costruire un acquedotto per uso agricolo dall'oasi di Al-Kufrah a Tobruk ma il progetto venne abbandonato per gli alti costi dello sminamento della zona.